# Sunil Shetty
Sunil Shetty (Mangalore, 11 agosto 1961) è un attore e produttore cinematografico indiano.
Talora viene accreditato anche con il nome di Suniel Shetty. Nonostante portino lo stesso cognome, non è imparentato con la famosa attrice e modella Shilpa Shetty. Ha fatto il suo debutto a Bollywood con il film Balwaan nel 1992, ma il suo primo successo risale a due anni dopo, con Mohra.
Ha recitato in vari generi cinematografici, dai film d'azione a quelli sentimentali e a quelli comici.
In veste di produttore è entrato a far parte della casa di produzione Popcorn Motion Pictures Ltd, che ha prodotto vari film, tra cui Khel, Rakht: What If You Can See the Future e Bhagam Bhag.
Ha recitato anche in un film in inglese Don't Stop Dreaming e ha fatto varie comparse speciali, tra cui quella in Om Shanti Om.

## Filmografia
- Balwaan (1992)
- Waqt Hamara Hai (1993)
- Anth (1993)
- Pehchaan (1993)
- Hum Hain Bemisaal (1994)
- Mohra (1994)
- Dilwale (1994)
- Gopi Kishan (1994)
- Takkar (1995)
- Gaddaar (1995)
- Raghuveer (1995)
- Surakshaa (1995)
- Sapoot (1996)
- Krishna (1996)
- Ek Tha Raja (1996)
- Rakshak (1996)
- Shastra (1996)
- Vishwasghaat (1996)
- Qahar (1997)
- Prithvi (1997)
- Bhai (1997)
- Border (1997)
- Dhaal: The Battle of Law Against Law (1997)
- Judge Mujrim (1997)
- Sar Utha Ke Jiyo (1998)
- Humse Badhkar Kaun (1998)
- Aakrosh: Cyclone of Anger (1998)
- Vinashak - Destroyer (1998)
- Bade Dilwala (1999)
- Hu Tu Tu (1999)
- Kaala Samrajya (1999)
- Aaghaaz (2000)
- Dhadkan (2000)
- Jungle (2000)
- Refugee (2000)
- Hera Pheri (2000)
- Krodh (2000)
- Officer (2000)
- Ehsaas: The Feeling (2001)
- Yeh Teraa Ghar Yeh Meraa Ghar (2001)
- Pyaar Ishq Aur Mohabbat (2001)
- Kakkakuyil (2001)
- Kuch Khatti Kuch Meethi (2001)
- 12B (2001)
- Ittefaq (2001)
- Kaante (2002)
- Karz: The Burden of Truth (2002)
- Maseeha (2002)
- Annarth (2002)
- Jaani Dushman: Ek Anokhi Kahani (2002)
- Awara Paagal Deewana (2002)
- LOC Kargil (2003)
- Khel (2003)
- Qayamat: City Under Threat (2003)
- Khanjar: The Knife (2003)
- Baaz: A Bird in Danger (2003)
- Ek Hindustani (2003)
- Hulchul (2004)
- Rakht: What If You Can See the Future (2004)
- Ek Se Badhkar Ek (2004)
- Gara di cuori (2004) (Kyun...! Ho Gaya Na)
- Aan: Men at Work (2004)
- Main Hoon Na (2004)
- Rudraksh (2004)
- Lakeer - Forbidden Lines (2004)
- Home Delivery: Aapko... Ghar Tak (2005)
- Deewane Huye Pagal (2005)
- Kyon Ki? (2005)
- Chocolate: Deep Dark Secrets (2005)
- Amar Joshi Shahid Ho Gaya (2005)
- Dus (2005)
- Paheli (2005)
- Tango Charlie (2005)
- Blackmail (2005)
- Padmashree Laloo Prasad Yadav (2005)
- Apna Sapna Money Money (2006)
- Umrao Jaan (2006)
- Aap Ki Khatir (2006)
- Phir Hera Pheri (2006)
- Chup Chup Ke (2006)
- Shaadi Se Pehle (2006)
- Darna Zaroori Hai (2006
- Fight Club - Members Only (2006)
- Welcome (2007)
- Om Shanti Om (2007)
- Cash (2007)
- Shootout at Lokhandwala (2007)
- Don't Stop Dreaming (2007)
- International Hera Pheri (2008)
- One Two Three (2008)
- Thank you (2011)
- A Gentleman (2017)